# Schlosser (Schiff, 1854)
Die Schlosser war eine oldenburgische Bark, die nach dem aus Jever stammenden Historiker Friedrich Christoph Schlosser benannt war. 1867 oder 1868 ist sie auf einer Reise von Liverpool nach Rangoon verschollen.

## Geschichte
Die Jungfernreise unter Kapitän J. D. Schwartz begann am 21. Mai 1854 an der Weser und führte nach New York, wo die Schlosser nach 39 Reisetagen mit 312 Passagieren, offensichtlich sämtlich Auswanderer, am 29. Juni eintraf. Eine weitere Reise mit Auswanderern führte ebenfalls 1854 nach New Orleans, wo die Schlosser am 12. Dezember mit 313 Passagieren eintraf.
1856 wurde die Bark von der soeben in Brake gegründeten Oldenburgischen Rhederei-Gesellschaft, die von Oltmann Thyen geführt wurde, angekauft. Thyen war bereits für die vorherige Partenreederei des Schiffs tätig gewesen. Weitere Schiffe der Reederei waren u. a. die O. Thyen, die Mimi, die Ammerland und die Oldenburg.
Aus unbekannten Gründen, möglicherweise aufgrund des Deutsch-Dänischen Kriegs, wurde die Schlosser Anfang bis Mitte der 1860er Jahre nach Russland ausgeflaggt und war vor allem im Handel zwischen Ostindien und Europa tätig. Kapitäne in dieser Zeit waren H. A. Kahle (1859–1664), W. G. Thöle (1864–1867) und B. A. Müller (1867).
Während ihrer Dienstzeit hatte die Schlosser mehrere Havarien. So fiel am 19. März 1867 in der Nähe der Insel Wight der Schiffsjunge Jacob Hegemann vom Klüverbaum, stürzte in die See und ertrank trotz der Rettungsversuche des Matrosen Johann Braun aus Memel. Im Mai/Juni des Jahres führte die Bark eine weitere Reise von Bremerhaven nach New York durch.
Bei der Ausreise von Liverpool nach Rangoon stieß die Schlosser am 15. November 1867 mit dem Schlepper Hero zusammen und wurde am Heck stark beschädigt. Sie wurde in Birkenhead repariert und lief am 28. November erneut nach Rangoon aus. Seitdem fehlt von der Bark jede Nachricht.

## Abbildung
Die Schlosser ist zusammen mit der Bark Mimi  und dem Vollschiff O. Thyen  auf einem Ölgemälde von Carl Justus Harmen Fedeler abgebildet; das Original befindet sich im Schiffahrtsmuseum der oldenburgischen Unterweser.